# Пітуффік (авіабаза)
Пітуффік (раніше Туле; Thule Air Base, Pituffik Airport; IATA: THU, ICAO: BGTL) — найпівнічніша авіабаза США на півночі Гренландії. Авіабаза Туле є домівкою для 821 Повітряної групи (821st Air Base Group) і відповідає за підтримку авіаційної бази в районі Оборонної зони Туле для багатонаціонального персоналу «Команди Туле». На базі розміщено 12 Ескадрон «Попередження про космічний простір» (12 SWS), яка використовує систему раннього попередження про балістичні ракети (BMEWS), призначену для виявлення та відстеження МБР, запущених проти Північної Америки[джерело?].

## Географія
Розташована за 1118 км на північ від Полярного кола та на 1524 км від Північного полюса на території комуни Аваната, проте не входить до її складу, а належить до невключених територій Гренландії.

### Клімат
База знаходиться у зоні, котра характеризується кліматом полярних пустель. Найтепліший місяць — липень із середньою температурою 5.6 °C (42 °F). Найхолодніший місяць — лютий, із середньою температурою -25 °С (-13 °F).
| Клімат Туле             | Клімат Туле | Клімат Туле | Клімат Туле | Клімат Туле | Клімат Туле | Клімат Туле | Клімат Туле | Клімат Туле | Клімат Туле | Клімат Туле | Клімат Туле | Клімат Туле | Клімат Туле |
| Показник                | Січ.        | Лют.        | Бер.        | Квіт.       | Трав.       | Черв.       | Лип.        | Серп.       | Вер.        | Жовт.       | Лист.       | Груд.       | Рік         |
| Абсолютний максимум, °C | 5           | 1           | 2           | 6           | 12          | 20          | 19          | 17          | 10          | 5           | 3           | 3           | 20          |
| Середній максимум, °C   | −20         | −22         | −20         | −13         | −3          | 3           | 7           | 5           | 0           | −7          | −14         | −17,8       | −8          |
| Середня температура, °C | −22         | −25         | −23         | −17         | −6          | 2           | 5           | 3           | −2          | −10         | −17         | −21         | −11         |
| Середній мінімум, °C    | −27         | −29         | −28         | −21         | −8          | 0           | 2           | 1           | −5          | −13         | −21         | −25         | −15         |
| Абсолютний мінімум, °C  | −40         | −43         | −41         | −34         | −22         | −7          | −3          | −6          | −17         | −31         | −33         | −38         | −43         |
| Норма опадів, мм        | 0           | 0           | 0           | 0           | 0           | 0           | 10          | 10          | 10          | 10          | 10          | 0           | 100         |
| ----------------------- | ----------- | ----------- | ----------- | ----------- | ----------- | ----------- | ----------- | ----------- | ----------- | ----------- | ----------- | ----------- | ----------- |
| Джерело: Weatherbase    |             |             |             |             |             |             |             |             |             |             |             |             |             |

## Назва
Авіабазу названо на честь  Ultima Thule (з латинської — «найдальший Туле»), антична назва міфічної землі, що лежить далеко на півночі. Назва датується третім століттям до нашої ери. Греки вважали, що остів розташовано на північ від Британії.

## Історія
База створена на початку 1950-х років у відповідності з американо-данською угодою про захист Гренландії, яка була підписана 9 квітня 1941 року за ініціативою Генріка Кауфманна, данського посла у США, схвалена президентом США Франкліном Д. Рузвельтом 7 червня 1941 року й ратифікована у 1951 році.
Будівництво бази коштувало 1,9 мільярдів доларів США за цінами 1953 року. З 1955 на базі почали базуватися бомбардувальники В-36D[джерело?].
База Туле являла собою один з основних елементів оборони США, прикриваючи американську територію від можливого радянського удару через Арктику.
На території бази раніше були ескімоські поселення Уумманнак (гренл. Uummannaq; дан. Thule; англ. Dundas) та Пітуффік, мешканців яких 1953 року переселили до міста Каанаак.
На базі, здатній розміщувати персонал до 10 тисяч осіб, були дислоковані стратегічні бомбардувальники з ядерною зброєю на борту. Там же була побудована потужна радіолокаційна станція раннього попередження, здатна спостерігати за повітряним простором до кордонів СРСР.
Станом на січень 2010 року постійне населення авіабази становило 166 осіб.

## Транспорт

### Пасажирські авіалінії
| Авіакомпанія  | Пункт призначення                                                                  |
| ------------- | ---------------------------------------------------------------------------------- |
| Air Greenland | Каанаак Вертольоти: Moriusaq, Савіссівік Чартерні рейси: Копенгаген, Kangerlussuaq |

### Доставка вантажів
Океанські перевезення на базу здійснює компанія Schuyler Line Navigation, яка працює за урядовим контрактом на постачання продовольства та будівельних матеріалів[джерело?].
З авіабази здійснюється доставка пального та вантажів на данську полярну станцію «Норд», що розташована на північному сході Гренландії. Із 2009 року ці перевезення щорічно здійснюють літаки Повітряних Сил ЗС України ІЛ-76МД у межах операції «Північний сокіл» (англ. Northern Falcon).

## Інциденти
- У 1954 році на підході до авіабази зазнав аварії літак ВПС США Douglas C-124 Globemaster II[en]. Загинуло десять людей[6].

- 21 січня 1968 року о 16:45 за місцевим часом за 12 кілометрів на захід від бази Туле розбився стратегічний бомбардувальник B-52 з чотирма термоядерними бомбами на борту, що призвело до радіоактивного зараження великої території[7].
  - Докладніше: Авіакатастрофа над базою Туле